# Крепатура
Крепату́ра, іноді кріпатура (англ. Delayed onset muscle soreness, DOMS) — розмовний термін, під яким розуміють біль і затвердіння, які з'являються у м'язах через деякий час після незвичного чи надто інтенсивного фізичного навантаження та «тримаються» від кількох годин до кількох днів.
Болючість найвідчутніша, коли після вправ минає від 24 до 72 годин. Вона спричинена ексцентричними (розтягувальними) вправами, що спричинюють мікротравми м'язових волокон. Після таких вправ м'яз швидко пристосовується для уникання травм і болючості в майбутньому, якщо така вправа повториться.
Пошкодження м'язів (кріпатура) проявляється симптомами «затвердіння», гострим болем у м'язах, що виникають впродовж чи одразу опісля навантаження.

## Етимологія
Слово «крепатура» походить, ймовірно, з італійської мови, у якій слово crepatura — похідне від слова crepare — тріскатись.

## Характеристика
Кріпатуру сприймають як тупий, ниючий біль в ураженому м'язі, часто разом з чутливістю й одубілістю. Біль зазвичай відчувають лише коли м'яз розтягують, скорочують чи піддають тиску, а не в стані спокою. Таку чутливість, типовий симптом кріпатури, називають також  «механічною м'язовою гіперальгезією».
Хоча існують відмінності між різними організмами та навантаженнями на них, однак болючість зазвичай стає інтенсивнішою в перші 24 години після вправ. Її пік триває від 24 до 72 годин, а потім плавно вщухає впродовж семи днів після вправ.

## Причини
Болючість спричиняють ексцентричні вправи, тобто вправи з ексцентричних (подовжувальних) скорочень м'яза. Ізометричні (статичні) вправи спричинюють набагато менший біль, а концентричні (скорочувальні) взагалі не спричинюють жодного. Поява кріпатури у м'язах найчастіше пов'язана з виконанням незвичних фізичних вправ. Якщо, наприклад, замість жиму штанги лежачи на горизонтальній лаві почати виконувати жим зворотнім хватом, для м'язів грудей таке навантаження виявиться незвичним і стане причиною появи больових відчуттів наступного дня. Аналогічна ситуація відбувається у випадку скорочення амплітуди руху. Виконання розведення рук з гантелями у скороченій формі стане чинником появи кріпатури у м'язах плеча.

## Механізм
Механізм кріпатури поки що не до кінця зрозумілий, однак вважають, що це результат мікротравм (механічних пошкоджень дуже малих розмірів) м'яза, який піддають навантаженню.
Вперше кріпатуру описав Теодор Хафф, який вважав, що такий вид болю є результатом розривів всередині м'яза. Згідно з теорією «ушкодження м'яза», ці розриви є мікроскопічними аномаліями (laesio) на Z-дисках м'язової саркомери. Біль пов'язують зі збільшеним напруженням і розтягуванням під час ексцентричних вправ. Це може призводити до того, що актиново-міозинове з'єднання розділяють до розслаблення, зрештою спричиняючи більше напруження на решту активних моторних одиниць. Це збільшує ризик розширення, розмиття й ушкодження саркомери. Коли ці мікроструктури одержують травму, то це стимулює ноцицептори (рецептори болю) сполучних тканин м'яза, що і спричиняє відчуття болю.
Іншим поясненням болю, пов'язаного з кріпатурою, є теорія «витоку ферментів». Після мікротравми кальцій, що зазвичай накопичений в саркоплазматичному ретикулумі, збирається в пошкодженому м'язі. Клітинне дихання пригнічується і АТФ, який потрібний для активного транспортування кальцію назад в саркоплазматичний ретикулум, теж сповільнюється. Таке накопичення кальцію може активувати протеази та фосфоліпази, які руйнують білки м'язів. Це спричинює запалення і, як наслідок, біль через накопичення гістамінів, простагландинів і калію.
Раніші теорії стверджували, що кріпатура пов'язана з накопиченням молочної кислоти в крові, яка, як вважали, продовжує вироблятись і після навантажень. Це накопичення молочної кислоти вважали токсичним відходом метаболізму, що спричинює відчуття болю на відкладеному етапі. Ця теорія була загалом відкинута, бо концентричні вправи, що теж утворюють молочну кислоту, не можуть спричинити кріпатуру. Крім того, з багатьох досліджень відомо, що молочна кислота повертається до нормального рівня через годину після вправ, тому не може спричинити біль, який з'являється значно пізніше.

### Зв'язок з іншими ефектами
Хоча кріпатура є симптомом, який пов'язують з пошкодженням м'язів, її сила не обов'язково пропорційна розмірові пошкоджень.
Біль — одна з тимчасових змін, що з'являється у м'язі через незвичні ексцентричні вправи. Іншими такими змінами є зменшена сила м'язу, зменшений діапазон рухів і набряклість. Щоправда, доведено, що ці зміни розвиваються в часі незалежно і що біль не є причиною пригнічення функцій м'яза.

### Вплив вправ на біль у м'язах після тренування
Великий вплив на появу болю після тренування відіграє вибір вправ.

### Можливе значення як попереджувального сигналу
Біль може слугувати сигналом для зменшення м'язової активності задля попередження подальшої травми. Щоправда, подальша активність тимчасово пом'якшує біль, навіть якщо спочатку спричинює ще більший. Продовження використання м'яза, що болить, також не має несприятливого ефекту на позбавлення від кріпатури та не загострює ушкодження м'язу. Тому малоймовірно, що біль є попереджувальним сигналом не використовувати уражений м'яз.

### Ефект повторного забігу
Після виконання ексцентричних вправ незвичної інтенсивності та відчуття сильної болючості м'яз швидко адаптується, щоб зменшити подальші ушкодження від подібних вправ. Це називають ефектом повторного забігу (англ. repeated-bout effect).
У результаті цього ефекту не тільки спадає болючість, а й інші ознаки ушкодження м'язу, такі як: набряк, зменшена сила та діапазон рухів. Ефект найбільше впливає на м'яз, що тренували, але не тільки. Експерименти засвідчили, що деякі з захисних ефектів зачепили також інші м'язи.
Величина ефекту залежить від багатьох чинників, наприклад, часу між повторами вправ, кількістю та довжиною ексцентричних скорочень і режимом вправ. Вона залежить також від конкретної людини й ознаки ушкодження. Загалом захисний ефект триває щонайменше кілька тижнів. Він плавно зменшується зі збільшенням часу між повторами, та геть не виявляється через рік.
Для того щоб отримати хоча б якийсь захист від кріпатури, перше тренування має бути не таким інтенсивним, як наступні. Наприклад, з'ясовано, що ексцентричні вправи виконані на 40 % максимальної сили наділяли захистом від 20 % до 60 %[чого?] від ураження спричиненого вправами на 100 % сили через два-три тижні пізніше. Ефект повторного забігу з'являється також після відносно малої кількості скорочень, можливо, навіть після двох. В одному дослідженні перша спроба з 10, 20 чи 50 скорочень надавала однаковий захист від сесії з 50-ти скорочень через три тижні після першої.
Причина, що стоїть за захисним ефектом, поки що не зрозуміла. Запропоновано кілька можливих механізмів, що можуть доповнювати один одного. Сюди входить нервова адаптація (покращене використання та контроль м'яза нервовою системою), механічна адаптація (збільшена твердість м'язу чи його допоміжних тканин) і клітинна адаптація (адаптація до запальної реакції та вищі рівні синтезу білків, серед інших).

## Запобігання
Кріпатуру можна зменшити чи взагалі запобігти їй плавно збільшуючи інтенсивність нової програми тренувань, використовуючи ефект повторного забігу. Болючості можна теоретично уникнути, обмежуючи вправи до концентричних та ізометричних скорочень. Однак ексцентричних скорочень у деяких м'язах не можна уникнути впродовж вправ, особливо, коли м'яз стомлений. Обмеження довжини ексцентричних скорочень впродовж заняття дає також певний захист проти кріпатури, але також може бути не практичним, залежно від режиму вправ.
Дослідження, що порівнює тренування м'язів руки на різних початкових довжинах, показало, що тренування на коротких довжинах зменшувало показники пошкодження м'яза на 50 % порівняно з довгою довжиною, але такий ефект не помітили для м'язів ніг. Розтяжки чи розігрів м'язів не попереджує кріпатуру. Надмірні розтяжки самі по собі можуть спричинити кріпатуру. Правильне харчування, для регуляції електролітів та глікогену, перед вправами та після вправ, запропонували як шлях для полегшення болючості. Вживання більших обсягів вітаміну C не запобігає кріпатурі. Найбільш ефективним в цьому плані, згідно з результатами досліджень є масаж і легка відновна фізична активність наступного дня після тренування.

## Лікування
Болючість вщухає через 72 години після виникнення. Якщо з цим бажано боротись, будь-які заходи, що збільшують потік крові крізь м'яз, такі як низькоінтенсивна робота, масаж, гарячі ванни чи відвідування сауни можуть певним чином допомогти. Занурення в холодну чи льодяну воду, що час від часу рекомендують, були описані як неефективні в одному дослідженні кріпатури 2011 року, але ефективними в іншому.
Парадоксально, але продовження вправ може тимчасово придушити біль. Вправи збільшують больовий поріг та стійкість до болю. Цей ефект, названий анальгезія спричинена вправами, виникає в тренуваннях витривалості (біг, велосипед, плавання), але майже невідомо чи проявляється він в тренуваннях сили. В літературі трапляються твердження, що тренування болючого м'яза — це найкращий спосіб зменшити чи подолати біль, але поки що систематично це не досліджували.